# La década prodigiosa
La década prodigiosa (La Décade prodigieuse en francés) es una película dirigida por Claude Chabrol y estrenada en Francia en 1971.

## Sinopsis
Théo van Horn es el patriarca de la familia van Horn. Es un ser tiránico y orgulloso que obliga a los miembros de su familia a soportar sus accesos de cólera y sus imprevisibles caprichos. Su hijo Charles, que va a tener que hacer una visita a su padre, le pide a uno de sus antiguos profesores de la facultad, Paul Régis, que lo acompañe en dicha visita. Charles tiene una relación amorosa secreta con Hélène, en ese momento esposa de su padre, pero es víctima de un chantajista que lo amenaza con desvelar sus amoríos. Charles roba entonces dinero a su padre para hacer callar sus amenazas.

## Ficha técnica
- Guion: Paul Gégauff, Eugène Archer y Paul Gardner, según la novela epónima de Ellery Queen.
- Imágenes: Eastmancolor.
- Fotografía: Jean Rabier.
- Sonido: Guy Chichignoud.
- Vestuario: Karl Lagerfeld.
- Decorados: Guy Littaye.
- Música: Pierre Jansen.
- Montaje: Jacques Gaillard.
- Producción: Films La Boétie (A. Génovès).
- Asistente de producción: Irénée Leriche.
- Lugar del rodaje: Colmar, en Alsacia.
- Distribución : Para-France.
- Metraje: 110 minutos.
- Género: drama.
- Países de producción: Francia, Italia.
- Año de producción: 1971.

## Reparto
- Orson Welles, Théo van Horn.
- Anthony Perkins, Charles van Horn.
- Marlène Jobert, Hélène van Horn.
- Michel Piccoli, Paul Régis.
- Guido Alberti, Ludovic van Horn.
- Tsilla Chelton, la madre de Théo.
- Giovanni Sciuto
- Ermanno Casanova, el viejo tuerto.
- Vittorio Sanipoli
- Eric Frisdal
- Aline Mantovani, Hélène niña 1.
- Fabienne Gangloff
- Corinne Koeningswarter, Hélène niña 2.
- Dominique Zardi
- Mathilde Ceccarelli, la recepcionista.